# Coupe d'Océanie de rugby à XV 2015
Navigation
Coupe d'Océanie
 2013 Coupe d'Océanie 2017
Le Coupe d'Océanie de rugby à XV 2015 est un tournoi organisé par Oceania Rugby qui oppose les nations d'Océanie. La compétition se déroule du 22 août au 30 août 2015 à Port Moresby.

## Équipes engagées
La compétition se dispute sous le format d'un mini-championnat entre les quatre équipes suivantes :
- Samoa américaines
- Papouasie-Nouvelle-Guinée
- Îles Salomon
- Tahiti

## Classement
| Rang | Nation                    | J | V | N | D | Bo | Bd | Pm  | Pe  | Diff | Pts |
| ---- | ------------------------- | - | - | - | - | -- | -- | --- | --- | ---- | --- |
| 1    | Papouasie-Nouvelle-Guinée | 3 | 3 | 0 | 0 | 3  | 0  | 126 | 51  | +75  | 15  |
| 2    | Tahiti                    | 3 | 2 | 0 | 1 | 1  | 0  | 66  | 52  | +14  | 9   |
| 3    | Samoa américaines         | 3 | 1 | 0 | 2 | 1  | 0  | 60  | 71  | -11  | 5   |
| 3    | Îles Salomon              | 3 | 0 | 0 | 3 | 0  | 0  | 46  | 124 | -78  | 0   |

|  | Vainqueur (no 1). |

## Résultats

### Première journée
| 22 août 2015 | Samoa américaines | 30 – 15 | Îles Salomon | Lloyd Robson Oval, Port Moresby |
| 22 août 2015 |                   |         |              | Lloyd Robson Oval, Port Moresby |
| 22 août 2015 |                   |         |              | Lloyd Robson Oval, Port Moresby |

| 22 août 2015 | Papouasie-Nouvelle-Guinée | 32 – 10 | Tahiti | Lloyd Robson Oval, Port Moresby |
| 22 août 2015 |                           |         |        | Lloyd Robson Oval, Port Moresby |
| 22 août 2015 |                           |         |        | Lloyd Robson Oval, Port Moresby |

### Deuxième journée
| 26 août 2015 | Îles Salomon | 12 – 36 | Tahiti | Lloyd Robson Oval, Port Moresby |
| 26 août 2015 |              |         |        | Lloyd Robson Oval, Port Moresby |
| 26 août 2015 |              |         |        | Lloyd Robson Oval, Port Moresby |

| 26 août 2015 | Samoa américaines | 22 - 36 | Papouasie-Nouvelle-Guinée | Lloyd Robson Oval, Port Moresby |
| 26 août 2015 |                   |         |                           | Lloyd Robson Oval, Port Moresby |
| 26 août 2015 |                   |         |                           | Lloyd Robson Oval, Port Moresby |

### Troisième journée
| 30 août 2015 | Samoa américaines | 8 - 20 | Tahiti | Lloyd Robson Oval, Port Moresby |
| 30 août 2015 |                   |        |        | Lloyd Robson Oval, Port Moresby |
| 30 août 2015 |                   |        |        | Lloyd Robson Oval, Port Moresby |

| 30 août 2015 | Papouasie-Nouvelle-Guinée | 58 - 19 | Îles Salomon | Lloyd Robson Oval, Port Moresby |
| 30 août 2015 |                           |         |              | Lloyd Robson Oval, Port Moresby |
| 30 août 2015 |                           |         |              | Lloyd Robson Oval, Port Moresby |